# Petra
Petra je ženské křestní jméno, jedná se o ženskou variantu mužského jména Petr.
Podle českého kalendáře má svátek 17. srpna.
Starší formou tohoto jména je Petronila.

## Domácké podoby
Petruš, Petruška, Péťa, Peťa, Peťula, Peťulka, Petík, Peťka

## Statistické údaje
Následující tabulka uvádí četnost jména v ČR a pořadí mezi ženskými jmény ve srovnání dvou roků, pro které jsou dostupné údaje MV ČR – lze z ní tedy vysledovat trend v užívání tohoto jména:
| Rok  | Četnost | Pořadí |
| ---- | ------- | ------ |
| 1999 | 97457   | 11.    |
| 2002 | 98716   | 11.    |
| 2020 | 102 693 | 28.    |

Změna procentního zastoupení tohoto jména mezi žijícími ženami v ČR (tj. procentní změna se započítáním celkového úbytku žen v ČR za sledované tři roky) je +2,1%.

## Známé nositelky jména
- Petra Buzková – česká politička
- Petra Cetkovská – česká tenistka
- Petra Černocká – česká herečka a zpěvačka
- Petra Černošková – česká tenistka, trenérka a manažerka
- Petra Doležalová – česká herečka
- Petra Edelmannová – česká politička
- Petra Hřebíčková – česká herečka
- Petra Hůlová – česká spisovatelka
- Petra Janů – česká zpěvačka
- Petra Jungmanová – česká herečka
- Petra Kamínková – česká sportovkyně, vytrvalostní běžkyně
- Petra Kvitová – česká tenistka
- Petra Kronberger – rakouská lyžařka
- Petra Kelly – německá mírová aktivistka
- Petra Kulichová – česká basketbalistka
- Petra Lovelyhair, vl. příjmením Vančurová – česká youtuberka, blogerka, influencerka a podnikatelka
- Petra Neomillnerová – česká spisovatelka
- Petra Němcová – česká modelka
- Petra Oriešková – česká malířka
- Petra Paroubková – druhá manželka Jiřího Paroubka
- Petra Procházková – česká humanitární pracovnice a novinářka
- Petra Slováková – česká spisovatelka
- Petra Špalková – česká herečka
- Petra Špindlerová – česká herečka
- Petra Vlhová – slovenská alpská lyžařka
- Petra Vojtková – česká herečka a zpěvačka
- Petra Zakouřilová – česká alpská lyžařka a olympionička
- Pierina Morosini – italská panna a mučednice